# سکه ۲ سنتی (آمریکا)

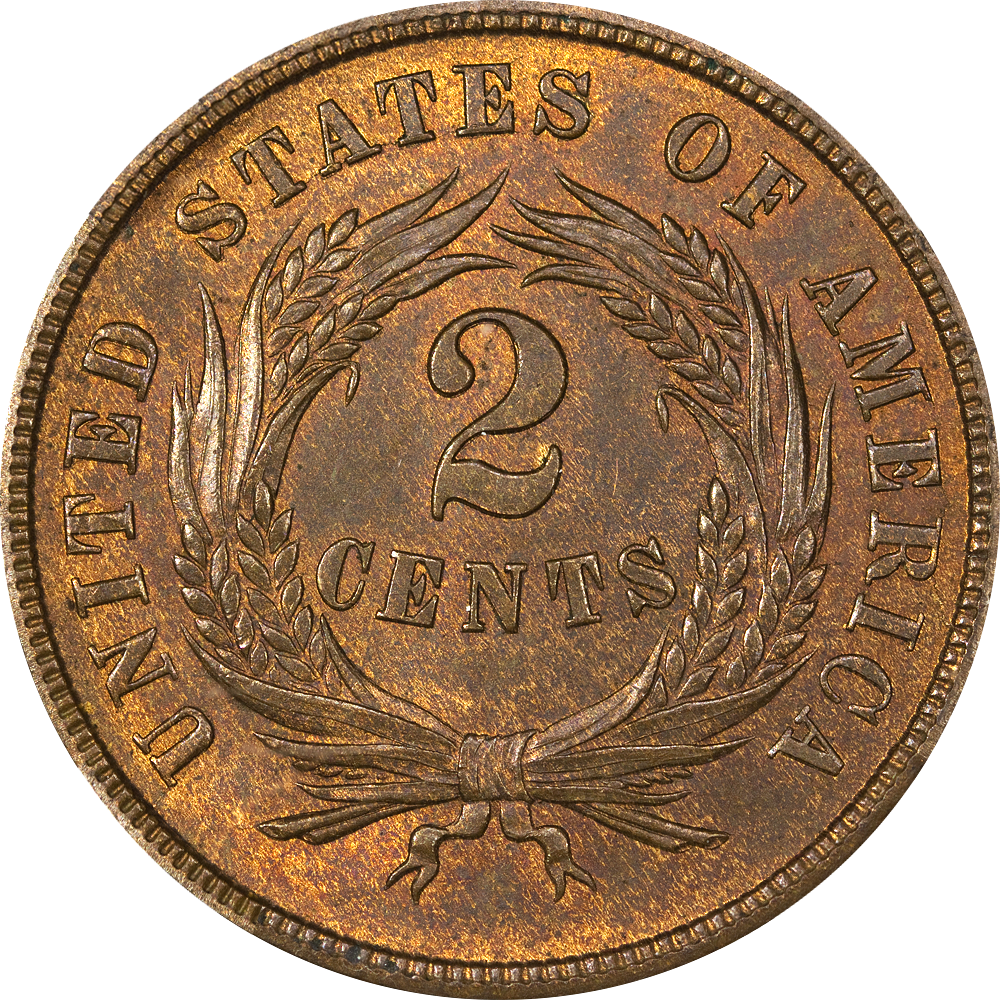
پشت سکه

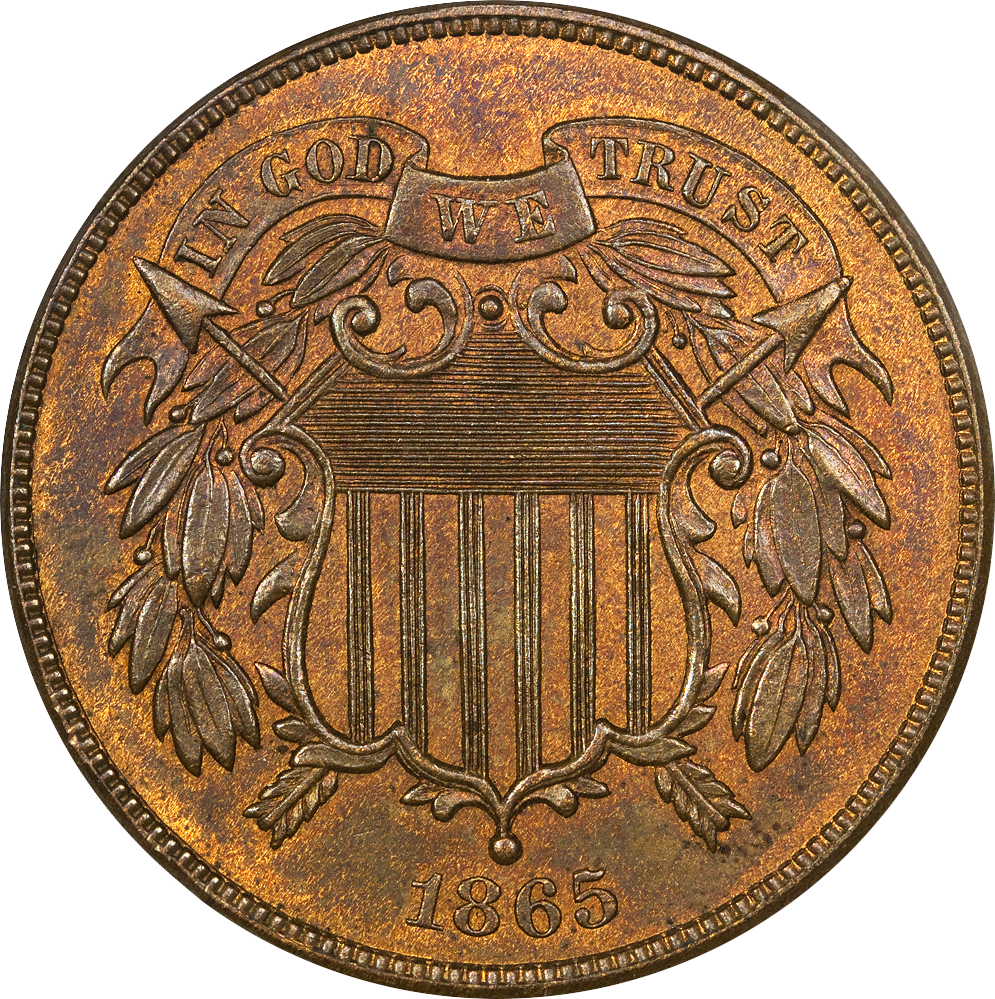
روی سکه

سکه ۲ سنتی ایالات متحده آمریکا سکه‌ای بود که بین سال‌های ۱۸۶۴ تا ۱۸۷۳ به وسیله ضرابخانه ایالات متحده آمریکا و با هدف داد و ستد، ضرب می‌شد. این سکه در سال ۱۸۷۴ برای مجموعه داران انتشار می‌یافت. این سکه در سال ۱۸۷۳ منسوخ شد. وزن این سکه ۶/۲۲ گرم و قطر آن ۲۳ میلی‌متر است. این سکه از ۹۵٪ مس، ۵٪ قلع و روی تشکیل شده‌است. در روی سکه یک درفش طویل، یک سپر، دو نیزه متقاطع وجود دارد بر روی پرچم شعار ایالات متحده آمریکا «توکل ما به خداست» نوشته شده‌است. در پشت سکه حلقه گندم و عبارت ایالات متحده آمریکا و در مرکز ۲ سنت ذکر شده‌است.